# Ashford (South Australia)
Ashford ist ein Stadtteil von Adelaide im australischen Bundesstaat South Australia.
Ashford liegt etwa drei Kilometer südöstlich von Adelaides Stadtmitte und gehört verwaltungsmäßig zur City of West Torrens. Der relativ kleine, dreieckig geformte Stadtteil wird von zwei der Hauptverkehrsadern Adelaides, der South Road und dem ANZAC-Highway, an zwei Seiten begrenzt.
An den Nahverkehr der Adelaide Metro ist Ashford über die ANZAC-Highway-Go-Zone mit Busverbindungen im 15-Minuten-Takt sowie mit Buslinien entlang der Everard-Avenue und der South Road angebunden.
Sehenswürdigkeiten befinden sich in dem zum größten Teil nur aus Wohnhäusern und Gewerbeflächen bestehenden Stadtteil nicht, allerdings ist das sich dort befindende Ashford Hospital von Bedeutung.

## Söhne und Töchter Ashfords
- Simon Birmingham (* 1974), Politiker
- Rohan Dennis (* 1990), Bahn- und Straßenradrennfahrer
- Leanne Choo (* 1991), Badmintonnationalspielerin